# Європейська оборонна спільнота

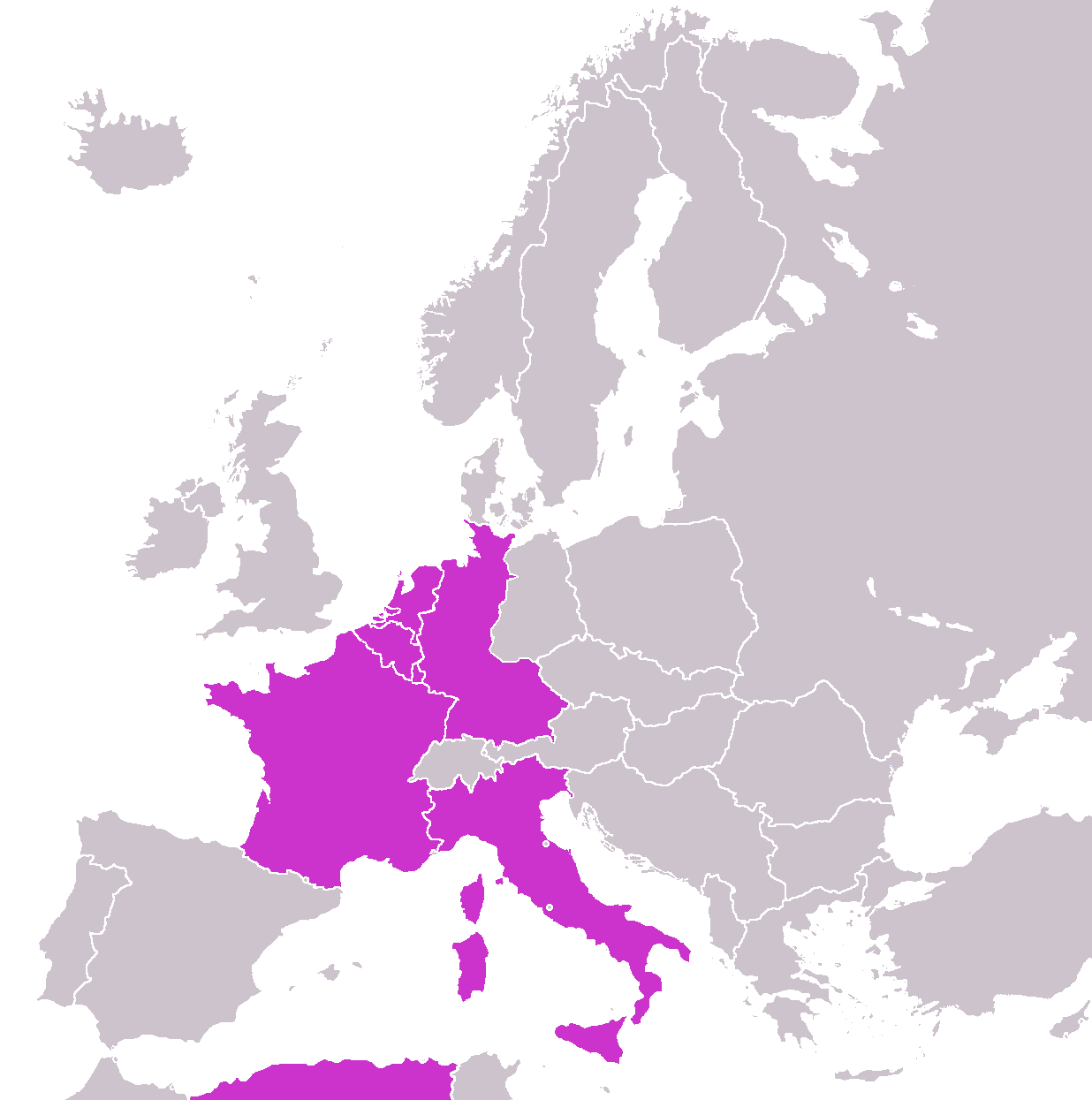
Країни-члени організації

Європе́йська оборо́нна спільно́та (іноді Європе́йське оборо́нне співтовари́ство) — організація об'єднаних збройних сил шести західноєвропейських держав (Франція, Західна Німеччина, Італія, Бельгія, Нідерланди та Люксембург), що мала бути створена відповідно до договору, підписаного 27 травня 1952 року в Парижі. Повинна була мати загальні органи управління і єдиний бюджет, але так і не була створена. Замість оборонного товариства був сформований Західноєвропейський союз; Західна Німеччина була прийнята в НАТО в 1955 році.
Договір мав би створити Європейське оборонне співтовариство (EDC) з об’єднаними силами оборони, які діють як автономний європейський стовп в рамках Організації Північноатлантичного договору (НАТО). Процес ратифікації був завершений у країнах Бенілюксу та Західній Німеччині, але загальмувався після того, як угоду відхилили Національні збори Франції. Натомість Лондонська та Паризька конференції передбачили приєднання Західної Німеччини до НАТО та Західноєвропейського Союзу (ЗЄС), останній з яких був трансформованою версією Західного союзу, що існував раніше. Історик Одд Арне Вестад називав цей план  "надто складний, щоб працювати на практиці".
Договір був започаткований Плевенським планом, запропонованим у 1950 році тодішнім прем'єр-міністром Франції Рене Плевеном у відповідь на заклик США до переозброєння Західної Німеччини. Формування загальноєвропейської оборонної архітектури, як альтернативи запропонованому вступу Західної Німеччини до НАТО, мало на меті використовувати німецький військовий потенціал у разі конфлікту з радянським блоком. Подібно до того, як план Шумана був розроблений, щоб усунути ризик того, що Німеччина матиме економічну потужність самостійно, щоб знову розпочати війну, план Плевен та EDC мали на меті запобігти військовій можливості Німеччини знову почати війну.